# Domingo Guerrero
Domingo Guerrero (Capacho Viejo, 7 de agosto de 1949), es un ex-ciclista profesional venezolano.
Ha participado en la Vuelta al Táchira, Vuelta a Venezuela y otras competencias nacionales.

## Palmarés
1967
- 2.º en 4.ª etapa Vuelta al Táchira, Morotuto  Venezuela
- 2.º en Clasificación General Final Clásico Virgen de la Consolación de Táriba  Venezuela

1968
- 1.º en 1.ª etapa Clásico Virgen de la Consolación de Táriba  Venezuela
- 1.º en Clasificación General Final Clásico Virgen de la Consolación de Táriba  Venezuela
- 10.º en Exposición Colombovenezolana, Cúcuta  Colombia

1969
- 5.º en 4.ª etapa Vuelta al Táchira, Mérida  Venezuela
- 4.º en 7.ª etapa Vuelta al Táchira, Rubio  Venezuela

1970
- 5.º en 2.ª etapa Vuelta al Táchira, Táriba  Venezuela
- 3.º en 3.ª etapa Vuelta al Táchira, Santa Bárbara  Venezuela
- 4.º en 5.ª etapa Vuelta al Táchira, Mérida  Venezuela
- 4.º en 6.ª etapa Vuelta al Táchira, Tovar  Venezuela
- 5.º en 8.ª etapa Vuelta al Táchira, Rubio  Venezuela
- 9.º en Clasificación General Final Vuelta al Táchira  Venezuela

1971
- 4.º en 6.ª etapa Vuelta al Táchira, Mérida  Venezuela
- 5.º en 8.ª etapa Vuelta al Táchira, La Grita  Venezuela
- 8.º en Clasificación General Final Vuelta al Táchira  Venezuela

1972
- 1.º en 1.ª etapa Vuelta al Táchira, San Cristóbal  Venezuela
- 5.º en 2.ª etapa Vuelta al Táchira, Santa Bárbara  Venezuela

1973
- 2.º en 1.ª etapa Vuelta al Táchira, San Cristóbal  Venezuela
- 1.º en 6.ª etapa Vuelta al Táchira, El Vigía  Venezuela
- 10.º en Clasificación General Final Vuelta al Táchira  Venezuela

## Equipos
- 1967 Capacho Táchira
- 1968 Lotería del Táchira
- 1969  Lotería del Táchira
- 1971  Ministerio de Obras Públicas
- 1972 Martell
- 1973  Leche Táchira